# 刘立杰
刘立杰（1977年10月14日—），中国女子曲棍球运动员。她曾代表中国参加2000年夏季奥林匹克运动会曲棍球比赛，获得第五名。她也参加了1998年亚洲运动会，结果获得一枚铜牌。